# Громадянська війна в Анголі

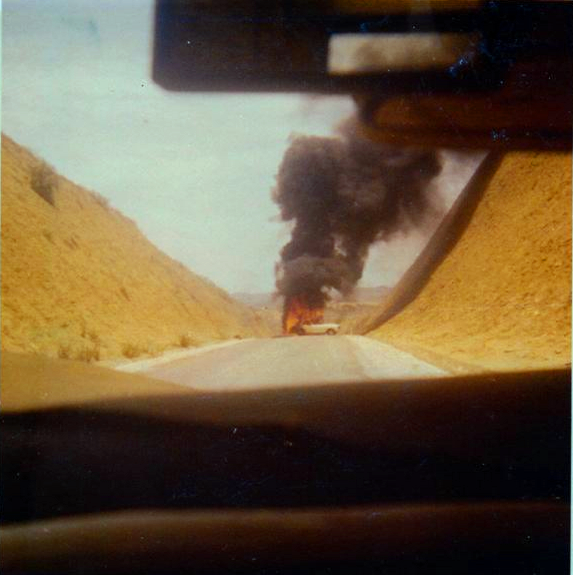
Палаючий штабний автомобіль МПЛА, знищений під час боїв біля Ново-Редондо, кінець 1975

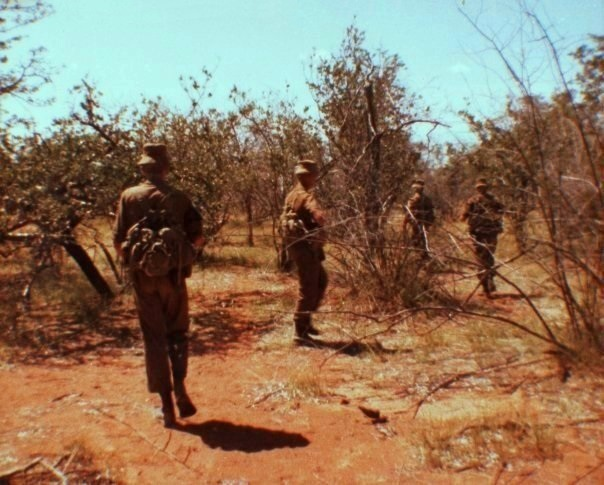
Південноафриканські десантники патрулюють біля прикордонного регіону, середина 1980-х.

Громадянська війна в Анголі (порт. Guerra civil angolana) — довготривалий збройний конфлікт, громадянська війна, що продовжувалася в африканській державі Ангола, починаючи з 1975 і, з деякими перервами, аж до 2002 року. Війна почалася відразу після здобуття Анголою незалежності від Португалії в листопаді 1975 року. До цього, в контексті боротьби за деколонізацію окремі збройні сутички між місцевими рухами траплялися ще в 1974-75 роках, на фоні ангольської війні за незалежність.

## Сторони конфлікту
Громадянська війна була насамперед боротьбою за владу між двома колишніми визвольними рухами: Народним рухом за визволення Анголи (МПЛА) (порт. Movimento Popular de Libertação de Angola – Partido do Trabalho) та Національним союзом за повну незалежність Анголи (УНІТА) (порт. União Nacional para a Independência Total de Angola) (UNITA). Водночас, громадянський конфлікт був однією з неоголошених посередницьких битв «холодної війни», через впливове втручання основних ворогуючих сил, Радянського Союзу і Сполучених Штатів Америки.
Дві основні протиборчі сторони, МПЛА і УНІТА, мали різне підґрунтя в ангольській соціальній структурі і взаємно несумісних керівництва, незважаючи на їхню загальну ціль покласти край колоніальній владі. Хоча обидва рухи сповідували чітко висловлені соціалістичні ідеї, з метою здобуття міжнародної підтримки, як вони представляли як «марксистсько-ленінською» і «антикомуністичною» відповідно. Третя сторона конфлікту, Національний фронт за визволення Анголи (ФНЛА) (порт. Frente Nacional de Libertação de Angola), що билася проти МПЛА разом з УНІТА під час війни за незалежність та деколонізацію, не зіграла суттєвої ролі в громадянській війні. Одночасно, на півночі країни асоціація сепаратистських груп бойовиків під назвою Фронт за визволення анклаву Кабінда (ФЛЕК) (порт. Frente para a Libertação do Enclave de Cabinda, FLEC), змагалася за здобуття незалежності провінції Кабінда від Анголи.

## Періодизація

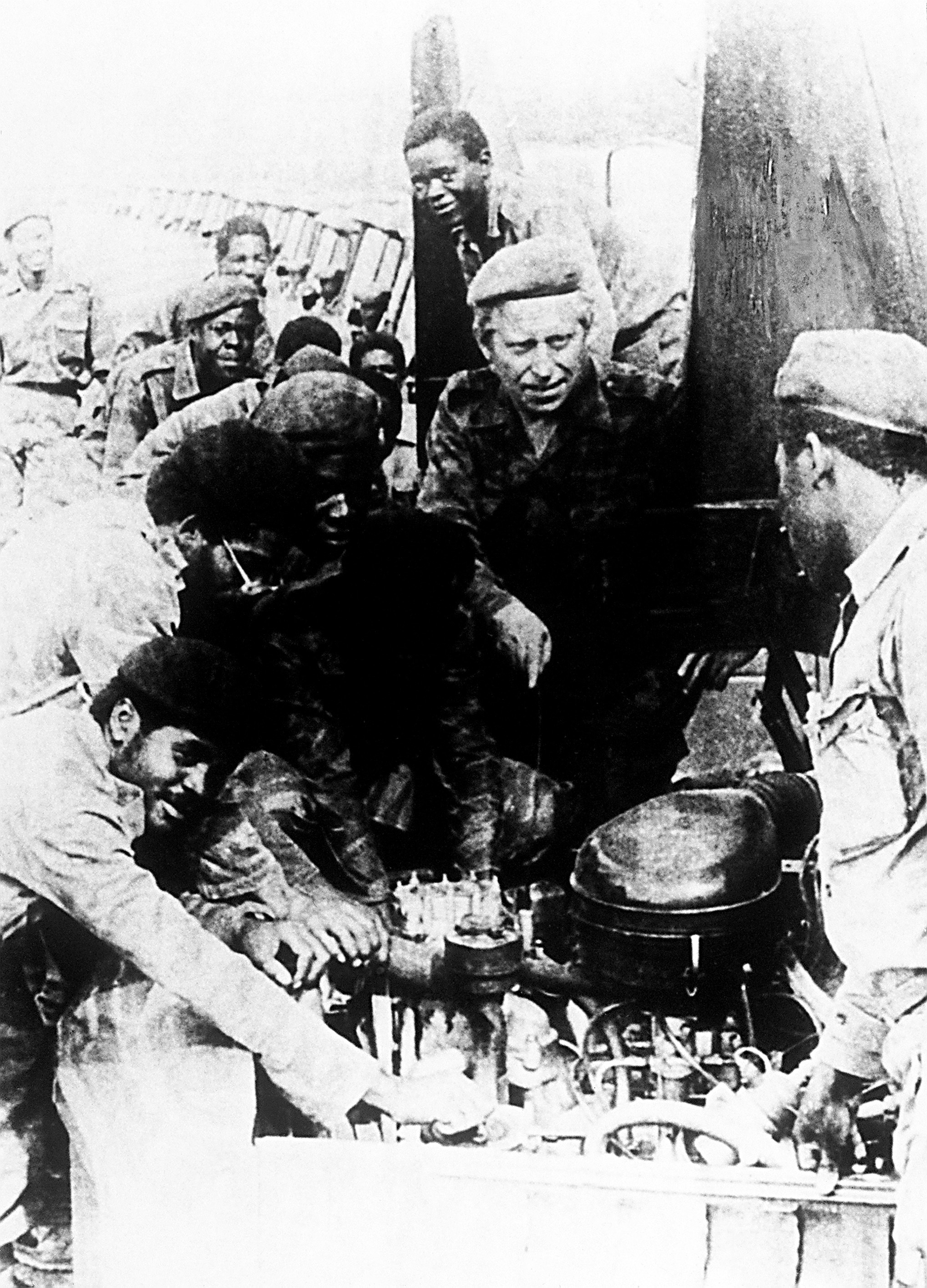
Радянські і східного блоку військові радники навчають війська МПЛА в Анголі, 1983 рік

27-річна війна умовно поділяється на основні три періоди — між 1975 і 1991, 1992 і 1994, та 1998 і 2002 роках — що переривалися стислими періодами миру. До того часу, коли МПЛА, нарешті, домоглася перемогти в 2002 році, більше 500 000 чоловік були вбиті і більше одного мільйона осіб вважалися переміщеними особами. Війна повністю зруйнувала економіку та інфраструктуру Анголи, а система державного управління, економічні підприємства, і релігійні установи країни були практично знищені.
Ангольська громадянська війна стала відомою завдяки комбінації насильницької внутрішньої політики всередині Анголи і масивній іноземній інтервенції. І Радянський Союз, і Сполучені Штати надавали колосального значення конфлікту через його вирішальне значення для утримання глобального балансу сили і за підсумками холодної війни, і вони та їхні союзники доклали значних зусиль, щоб зробити цю посередницьку війну між двома блоками наддержав. Громадянська війна в Анголі за кінцевим рахунком, стала одним з найтриваліших, найкривавіших та найвидніших збройних конфліктів періоду «холодної війни». Крім того, конфлікт в Анголі часто переплетався з конфліктом у сусідній Демократичній Республіці Конго, а також з намібійською війною за незалежність.
За даними ООН, на початок 21 століття Ангола займає перше місце у світі за кількістю встановлених і не видалених мін — на 10 млн жителів їх доводиться близько 12 млн одиниць. Понад 100 тис. громадян Анголи отримали каліцтва, підірвавшись на цих мінах.

## Нотатки
1. ↑  Роздратовані транскордонними рейдами УНІТА, Сили оборони Намібії у відповідь відправили підрозділи в південну Анголу та знищили тренувальний табір УНІТА в Лікуа наприкінці січня 2001[4] Намібіїські війська не були виведені з Анголи до травня 2002[4]
2. ↑  Північнокорейська військова місія в Анголі мала близько 1500 співробітників, прикріплених до FAPLA в 1986, швидше за все, радників, хоча їхні точні обов'язки невідомі[8]. Їхню присутність в Анголі, можливо, опосередковано субсидував Радянський Союз[9].

## Відео
- Контингент. Ангола (Украина, 4 серии) 2011 год [Архівовано 24 квітня 2013 у Wayback Machine.]